# Ібі (Іспанія)

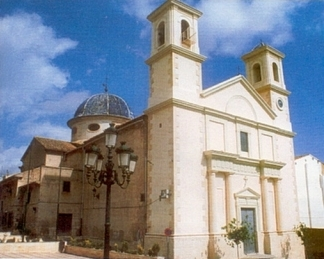

Ібі (ісп. Ibi) — населений пункт і муніципалітет в Іспанії, входить у провінцію Аліканте у складі автономної області Валенсія.

## Географія
Муніципалітет розташований у складі району (комарки) Ойя-де-Алькою. Займає площу 62,52 км ². Населення 23609 чоловік (на 2007 рік). Відстань до адміністративного центру провінції — 30 км.